# Nadškofija Grouard-McLennan
Nadškofija Grouard-McLennan je rimskokatoliška nadškofija s sedežem v McLennanu (Alberta, Kanada).

## Geografija
Nadškofija zajema področje 224.596  km² s 165.330 prebivalci, od katerih je 62.341 rimokatoličanov (37,7 % vsega prebivalstva).
Nadškofija se nadalje deli na 35 župnij.

## Nadškofje
- Henri Routhier (13. julij 1967-21. november 1972)
- Henri Légaré (21. november 1972-16. julij 1996)
- Henri Goudreault (16. julij 1996-23. julij 1998)
- Arthé Guimond (9. junij 2000-30. november 2006)
- Gérard Pettipas (30. november 2006-danes)